# ビクトル・ゴメス
ビクトル・ゴメス・ペレア（Víctor Gómez Perea, 2000年4月1日 - ）は、スペイン・カタルーニャ州バルセロナ県オレサ・デ・モントセラト出身のサッカー選手。SCブラガ所属。ポジションはDF。

## クラブ経歴
2010年にFCバルセロナの育成組織ラ・マシアに入所するも、2014年に退所。2015年にRCDエスパニョールのカンテラに入団し、2017年にBチームに昇格。同年3月25日のセグンダ・ディビシオンBのビジャレアルCF B戦でプロデビュー。以降Bチームの主力選手に成長し、2018年8月3日にエスパニョールと2025年までの大型契約を締結。2019年にトップチームに昇格。同年10月20日のビジャレアルCF戦で、ラ・リーガ初出場を果たした。
2020年9月10日、セグンダ・ディビシオンのCDミランデスにレンタル移籍。
2021年8月20日、ミランデス時代の指揮官ホセ・アルベルトが新たに監督の座に就いたマラガCFへレンタル移籍することが発表された。
2022年6月29日、2022-23シーズンはSCブラガにレンタル移籍することが発表された。契約には200万ユーロでの買い取りオプションが付帯する。リーグ戦26試合に出場した同シーズン終了後、買い取りオプションが行使され、5年契約でSCブラガへ完全移籍をした。

## 代表歴
2017年からユース世代のスペイン代表に招集され、同年のUEFA U-17欧州選手権に出場し優勝。2017 FIFA U-17ワールドカップでは準優勝に貢献。2019年にはUEFA U-19欧州選手権でも優勝を経験した。